# Kurpie
Los Kurpies (en polaco Kurpie) son un subgrupo étnico polaco que habita el territorio de la Mazovia histórica (Mazowsze) correspondiente a los voivodatos actuales de Mazovia y en menor grado de Podlaquia, específicamente en los bosques de Masovia (puszczas) - los llamados Bosque Blanco (Puszcza Biała) y Bosque Verde (Puszcza Zielona). Ambos bosques son conocidos conjuntamente como el Bosque Kurpie (Puszcza Kurpiowska).

## Modo de vida
Los Kurpies son notables por sus singulares costumbres tradicionales, mantenidas durante largo tiempo debido a su independencia y al aislamiento de los bosques que habitan. Originalmente se ocupaban de actividades forestales, apicultura, pesca, recogida de setas y agricultura de subsistencia. No eran siervos, sino que respondían directamente al rey, fuera de las estructuras feudales.
En la villa de Nowogród (cerca de Łomża, en el voivodato de Podlaquia) se encuentra el museo al aire libre Skansen Kurpiowski, fundado en 1927 por el etnógrafo polaco Adam Chętnik, dedicado a la cultura y el folklore de los Kurpies.

## Origen del etnónimo
Originalmente fueron llamados gente de los bosques (puszczaki). El nombre actual deriva de los kurpś, una especie de alpargatas que confeccionaban tradicionalmente de corteza de tilo.

## Menciones en obras literarias
Se mencionan en fuentes escritas desde el siglo X. En las novelas históricas de Henryk Sienkiewicz se encuentran algunas descripciones del modo de vida y ambiente de los habitantes de los bosques (Capítulo LV y CII de El Diluvio  y capítulos XX y XXI de Los Cruzados).